# Iinuma Sadakichi

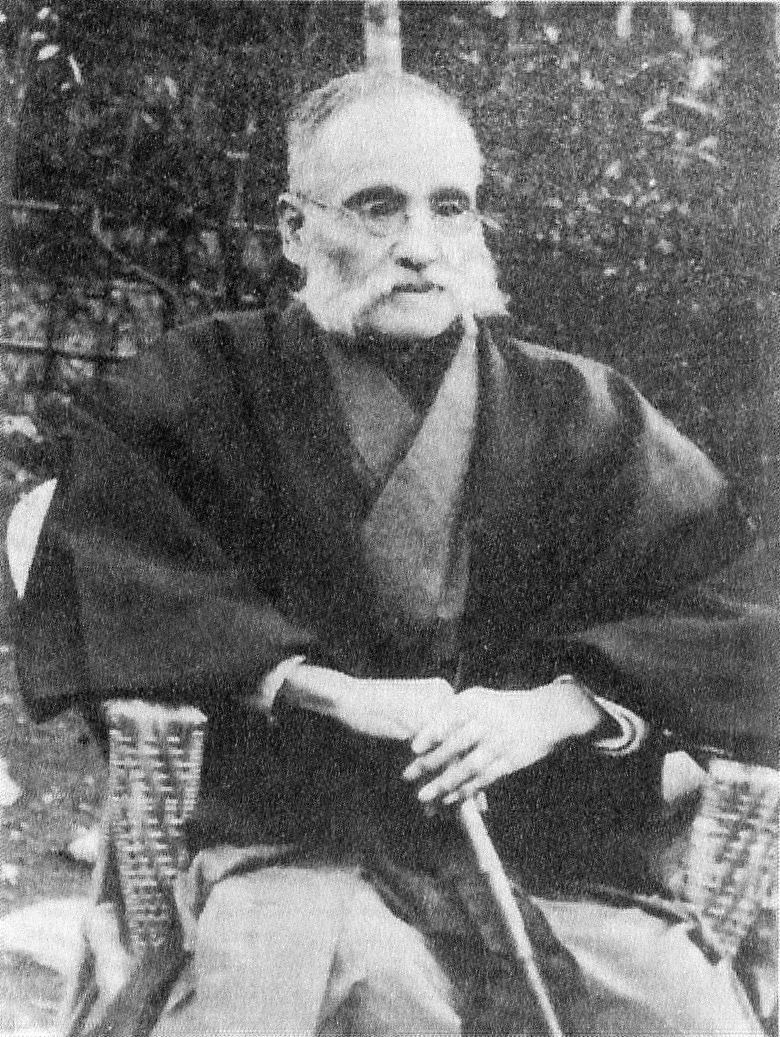

Iinuma Sadakichi (japanisch 飯沼貞吉; * 22. April 1854; † 12. Februar 1931) war ein japanischer Ingenieur und Byakkotai-Mitglied aus Aizu.

## Leben
Iinuma wurde am 22. April 1854 als zweiter Sohn des Aizu-Vasallen Iinuma Kazumasa geboren. Als Jugendlicher wurde er unter Angabe eines falschen Alters Mitglied der zweiten Shichū-Einheit der Byakkotai im Boshin-Krieg. Während der Schlacht von Tonoguchihara wurde seine Gruppe von 20 Byakkotai vom Rest der Truppe getrennt und zogen sich auf den etwa 1,5 Kilometer nordöstlich der Burg Aizu-Wakamatsu gelegenen Berg Iimori zurück. Von dort glaubten sie die Burg in Flammen zu sehen, während in Wahrheit nur die Gebäude außerhalb der Burg brannten. Nach anfänglicher Uneinigkeit beschlossen die 20 Byakkotai Seppuku (rituellen Suizid) zu verüben, jedoch überlebte Iinuma als Einziger, da sein Seppukuversuch fehlschlug. Eine vorbeilaufende Frau konnte sein Leben retten. 
Nach dem Krieg arbeitete er als Telegrafeningenieur beim Industrieministerium (später Kommunikationsministerium). In dieser Funktion reiste er während des Ersten Japanisch-Chinesischen Krieges auf die koreanische Halbinsel, um eine militärische Telegrafenlinie zwischen Busan und Keijō einzurichten. Iinuma starb am 12. Februar 1931. Ein Teil seiner Überreste wurde auf seinen Wunsch auf dem Berg Iimori in der Nähe seiner ehemaligen Kameraden beerdigt.